# Rudolf Aderhold
Rudolf Ferdinand Theodor Aderhold (Frankenhausen, 12 febbraio 1865 – Dahlem, 17 marzo 1907) è stato un micologo e agronomo tedesco.
Ha studiato all'Università di Berlino come allievo di August Wilhelm Eichler e Simon Schwendener, e all'Università di Jena, dove ha lavorato come assistente del fisiologo delle piante Christian Ernst Stahl. Nel 1891 iniziò a lavorare presso il Forschungsanstalt für Garten- und Weinbau a Geisenheim, e nel 1893 divenne direttore del dipartimento botanico nella stazione sperimentale dell'istituto di pomologia a Proskau .
Nel 1901 fu nominato direttore del laboratorio botanico all'interno del Biologischen Abteilung für Land- und Forstwirtschaft (Dipartimento biologico dell'agricoltura e della silvicoltura) presso l'Ufficio sanitario imperiale di Berlino . Nel 1905 fu nominato direttore del Biologische Anstalt für Land- und Forstwirtschaft (Centro di ricerca biologica per l'agricoltura e la silvicoltura).
È ricordato per le sue indagini sui funghi, in particolare per il suo ruolo di agente patogeno che colpisce gli alberi da frutto . Ha contribuito ai suoi studi sui generi micologici Sclerotinia, Monilia, e Venturia .

## Opere
- Zur Kenntnis der Obstbaum-Sklerotinien, 1905 (con Wilhelm Ruhland) - Alla comprensione della Sclerotinia che colpisce gli alberi da frutto.
- Die Monilia-Krankheiten unserer Obstbäume und ihre Bekämpfung, 1905 - La malattia causata dalla Monilia che colpisce gli alberi da frutto e la lotta contro di essa.
- Die Kaiserliche Biologische Anstalt für Land- und Forstwirtschaft a Dahlem, 1906 - Centro imperiale di ricerca biologica per l'agricoltura e la silvicoltura a Dahlem.
- Über den Bakterienbrand der Kirschbäume, 1906 (con Wilhelm Ruhland) - Sulla peronospora batterica dei ciliegi.
- Die Fusicladien unserer Obstbäume, 1908 - Fusicladium associato agli alberi da frutto.
- Der amerikanische Mehltau des Stachelbeerstrauches, eine nach Deutschland verschleppte Pflanzenkrankheit, 1914 (con Wilhelm Ruhland) - Una muffa originaria dell'America che colpisce gli arbusti di uva spina, una nuova malattia delle piante in Germania.[4]